# Suthon Kullamai
Suthon Kullamai (* 24. Februar 1983) ist ein thailändischer Fußballspieler.

## Karriere
Suthon Kullamai stand bis Juni 2016 beim Sukhothai FC unter Vertrag. Wo er vorher gespielt hat, ist unbekannt. Der Verein aus Sukhothai spielte in der ersten thailändischen Liga, der Thai Premier League. Sein einziges Spiel in der ersten Liga war die Begegnung gegen Bangkok United am 22. Juni 2016. Hier wurde er in der 83. Minute für Pornpreecha Jarunai eingewechselt.
Seit dem 1. Juli 2016 ist Suebsakul Pravisat vertrags- und vereinslos.